# フリッツ・オーヴァーベック
フリッツ・オーヴァーベック（Fritz Overbeck、1869年9月15日 - 1909年6月8日）は、ドイツの画家。ブレーメン出身。
ヴォルプスヴェーデに住んでいた。

## 略歴
ドイツの造船会社、Norddeutscher Lloydの技術重役の息子として生まれた。高校を卒業した後、1889年から1893年の間、デュッセルドルフ美術アカデミーでオイゲン・デュッカーやピーター・ヤンセンに学んだ。1894年にオットー・モーダーゾーンに誘われて、多くの芸術家が集まったドイツの町、ヴォルプスヴェーデにスタジオを作った。この地の荒れ果てた荒野の風景を描くことに魅了された。
1897年に画家のヘルミーネ・ローテ(Hermine Rohte)と結婚し、息子のフリッツ・テオドール・オーヴァーベックは有名な植物学者になった。
1900年頃、ルートヴィヒ・シュトルヴェルクのチョコレート会社のトレーディング・カードのデザインのコンテストで選ばれた1人となった。1905年に妻が結核と診断され、家族は海辺に近いブレーメンのフェーゲザックに移り、オーヴァーベックは海岸や砂浜の風景を描いた。後にドイツ画家協会（Deutscher Künstlerbund）の会員となった。1909年に心臓病で没した。孫娘によって財団(Freunde der Stiftung Fritz und Hermine Overbeck)が作られ、夫妻の作品の保存や出版活動が行われた。

## 作品

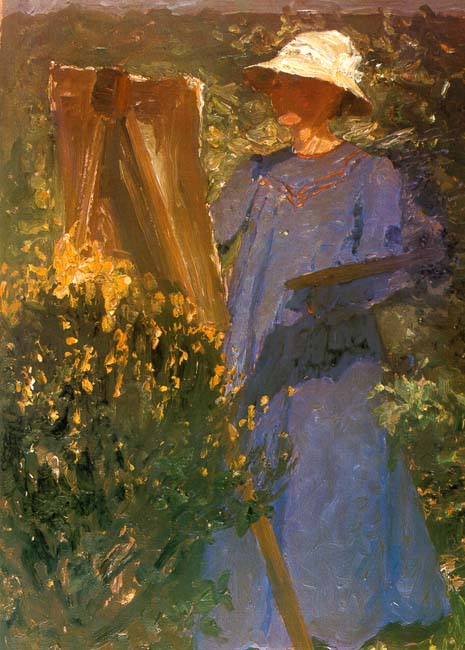
イーゼルの前の画家
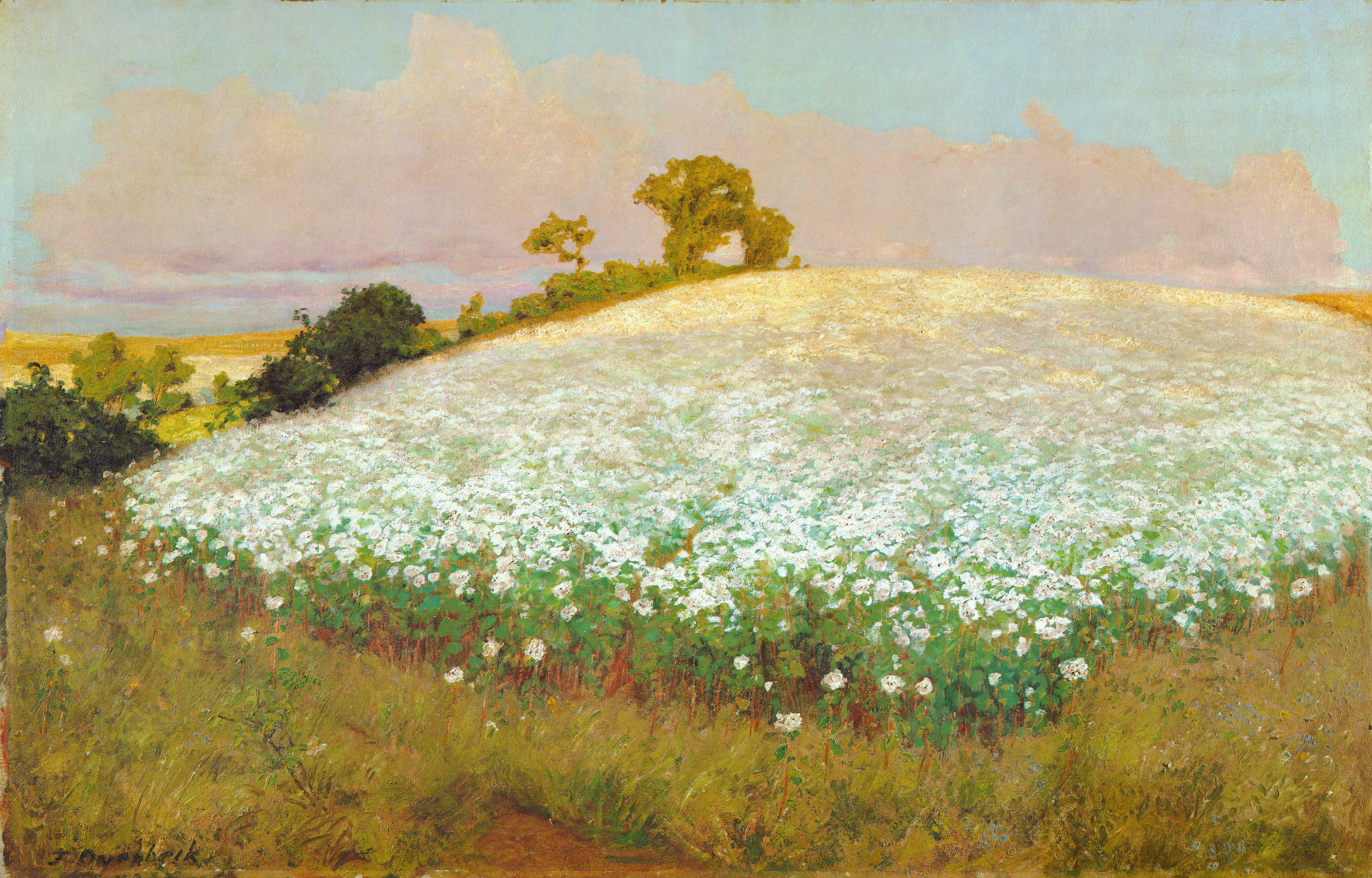
そばの畑
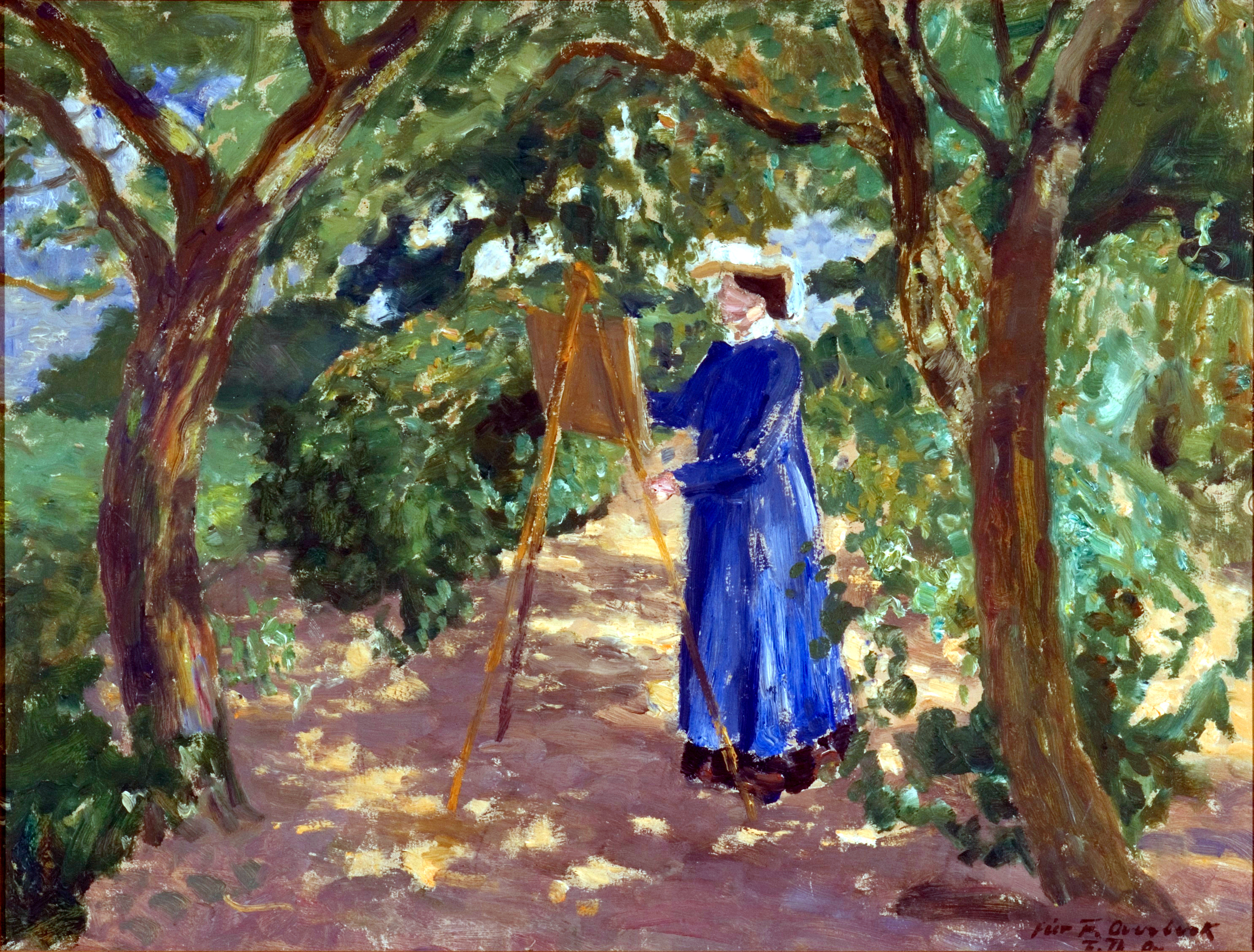
青い服のヘルミーネ
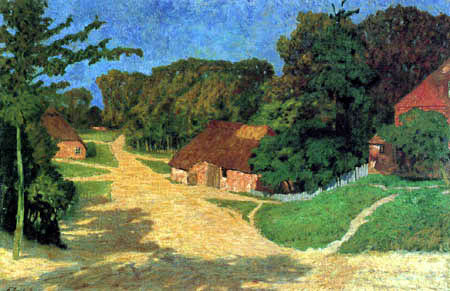
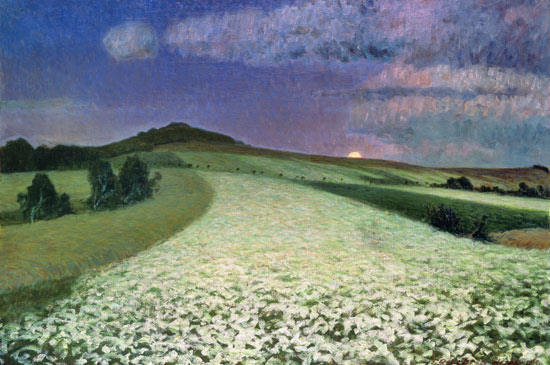
満開のそば畑
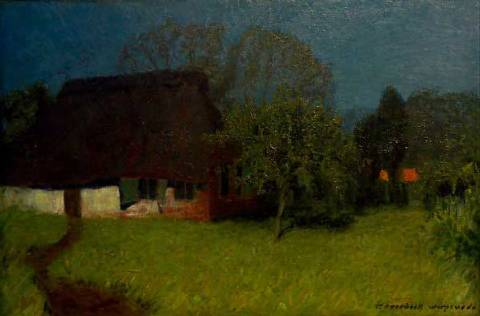
月明かりの夜
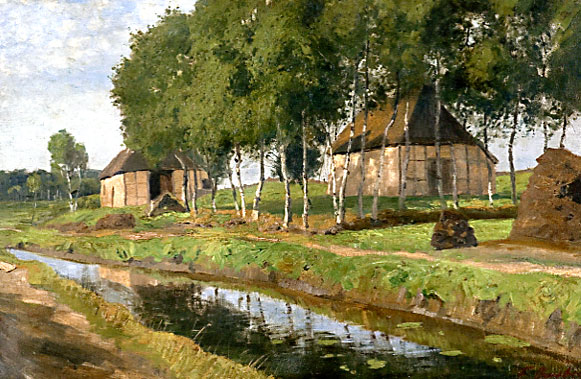
夕方の運河
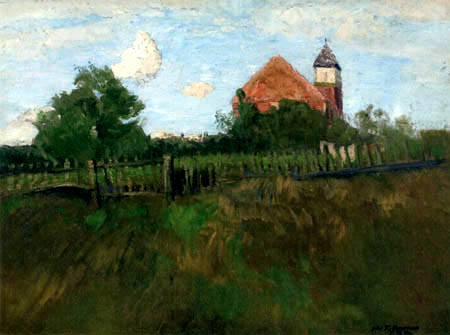
教会のある風景
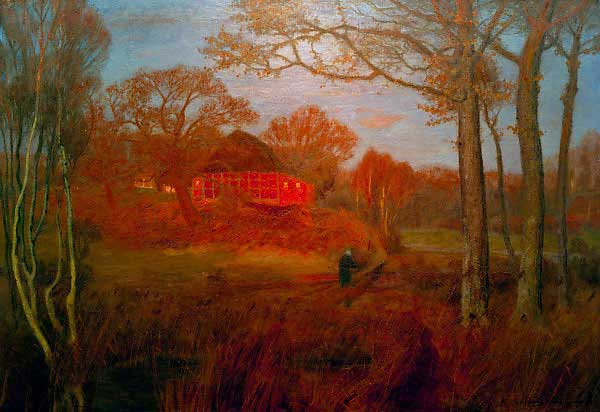
夕日
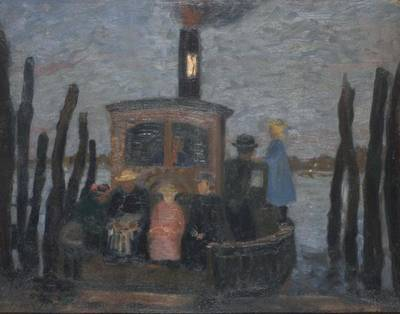
フリーダの渡し船